# Atlantische Hurrikansaison 1935
Die Hurrikansaison 1935 begann offiziell am 1. Juni 1935 und endete am 30. November 1935. Diese Daten grenzen für gewöhnlich die Zeitspanne jedes Jahres ab, wenn sich die meisten tropischen Wirbelstürme im Atlantischen Ozean, der Karibik und dem Golf von Mexiko bilden.
Die Saison von 1935 war nicht sehr aktiv, aber extrem ereignisreich. Ein Hurrikan der Kategorie 1 bei den Westindischen Inseln tötete geschätzte 2150 Menschen auf den Großen Antillen und in Mittelamerika. Ein Sturm der Kategorie 3 traf Zentralkuba und streifte Miami. Ein außertropischer Hurrikan traf Neufundland.
Der bei weitem bemerkenswerteste Sturm der Saison war der Labor-Day-Hurrikan, der in den Florida Keys am 2. September an Land kam. Der Sturm wurde zunächst als Störung östlich der Bahamas entdeckt. Er wurde sehr schnell stärker, als er über die Floridastraße zog. Er kam bei Long Key in den oberen Keys als ein kleiner, aber intensiver Hurrikan der Kategorie 5. Ein Druck von 892 Millibar wurde in der Nähe der Stelle gemessen, wo das Zentrum die Inseln kreuzte. Dieser Druckstand macht den Labor-Day-Hurrikan zum intensivsten, der die USA je traf. Er ist auf Rang drei der intensivsten atlantischen Hurrikans nach niedrigstem Druck gemessen und liegt damit nur hinter dem Hurrikan Gilbert von 1988, der die USA nicht traf und Wilma von 2005.
Nachdem er die Keys kreuzte, rückte er zur Westküste Floridas vor und brachte sintflutartige Regenfälle entlang seines Weges. Der Sturm sichtete an der ländlichen Apalacheeküste zum letzten Mal Land. Er zog landeinwärts und drehte dann ab zum Meer und löste sich im Nordatlantik auf. Mehr als 400 Menschen wurden in den Keys getötet und der Schaden in der Gegend des Landgangs war absolut. Teile der Florida East Coast Railway in den oberen Keys wurden total zerstört. Der Hurrikan spülte einen Evakuierungszug von den Schienen und viele, die auf ihre Rettung warteten, wie Veteranen aus dem Ersten Weltkrieg, die in den Keys lebten und als Teil eines Rechtshilfeprojekts der Regierung, wurden getötet.